# 石川興二
石川 興二（いしかわ こうじ 1892年5月16日 - 1976年3月25日）は、昭和時代に活動した日本の経済学者、教育者。経済学博士（京都帝国大学）。京都大学名誉教授。

## 経歴
第六高等学校を経て、1917年に京都帝国大学法科大学政治経済科を卒業。在学時には西田幾多郎の指導を受け、日本では先例のない経済哲学を研究した。経済学は河上肇を師として慕った。1920年より京都帝国大学経済学部講師、彦根高等商業学校教授を務め、1926年から京都帝国大学経済学部助教授、次いで1930年には教授となった。同年、同大学経済学博士。1937年から評議員として大学運営に参画、1939年に経済学部長に就任。1943年には著書『新体制の指導原理』（1940年）の記述内容が帝国議会に於いて問題視され休職処分を受けている（いわゆる石川事件）。戦後は一時公職追放となったが、解除された1952年に京都大学名誉教授となり、京都学芸大学、 京都女子大学で講じた。
1976年3月25日、脳軟化症のため京都大学医学部附属病院にて死去。83歳。告別式は京都市左京区の常光院にて行われた。

## 受章歴
- 1939年（昭和14年）- 勲三等瑞宝章を受章[5]
- 1968年（昭和43年）11月3日 - 勲三等旭日中綬章[7]
- 1976年（昭和51年）3月25日 - 正四位[8]

## 主著
- 『精神科学的経済学の基礎問題：経済学祖アリストテレス並に経済学父アダム・スミスに於ける』弘文堂書房、1930年。

- 『新体制の指導原理：我国体に基く現代の革新』有斐閣、1940年。

- 『第三の経済学』有斐閣、1963年。

### 編著
- 『西田先生による西田哲学への道：今日の世界に自覚的に生きるために』1967年。